# Marta Thomas-Zaleska
Marta Thomas-Zaleska (ur. 1895 w Żytomierzu, zm. w lipcu 1951 prawdopodobnie w Monte Carlo) – działaczka Polskiej Organizacji Wojskowej, partnerka życiowa Edwarda Śmigłego-Rydza.

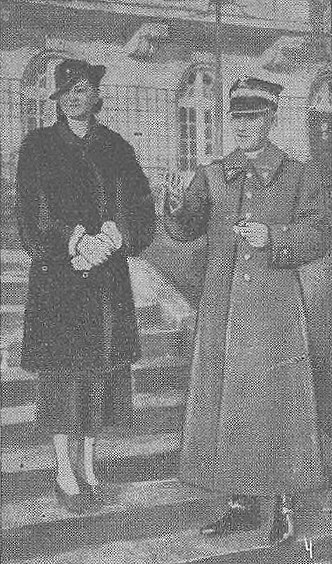
Marta Thomas-Zaleska i Edward Śmigły-Rydz (marzec 1938)

## Życiorys
Pochodziła z okolic Żytomierza i była córką miejscowego aptekarza. Cierpiała na niedowład ręki. Przeszła wprawdzie kilka operacji, ale te nie przyniosły efektów. Jej siostra Regina poślubiła Leona Bohdana Rożałowskiego i zamieszkała z nim w Warszawie, a następnie w Sierpcu i Płocku, gdzie kolejno pełnił on urząd starosty powiatowego.
W gimnazjum poznała syna zamożnych miejscowych ziemian – Michała Zaleskiego. Po ślubie zamieszkali w jego majątku Sandraki koło Kumanowic na Podolu. Z chwilą wybuchu I wojny światowej jej mąż został zmobilizowany w stopniu porucznika do armii carskiej, a ona sama zgodziła się przenieść do Kijowa. Zaangażowała się w działalność konspiracyjną. W jej mieszkaniu kwaterował miejscowy dowódca POW Leopold Lis-Kula, co szybko stało się powodem do plotek o ich romansie. Wdała się też w romans z innym mężczyzną, co skończyło się dla niego tragicznie, gdyż został zastrzelony przez Michała Zaleskiego, który niespodziewanie przyjechał na przepustkę z frontu i zastał go ze swoją żoną. Władze zaboru rosyjskiego łagodnie potraktowały zabójcę, degradując go do stopnia szeregowca i wysyłając nie do więzienia, ale z powrotem na front.
Wkrótce potem Marta poznała Edwarda Śmigłego-Rydza i to z nim spędziła większość życia. Nie jest jasne, czy, kiedy i w jakim obrządku wzięli ślub. Całkiem możliwe, że stało się to dopiero po śmierci Michała Zaleskiego w 1939.. Według Jadwigi Sosnkowskiej Rydz-Śmigły był trzecim z kolei mężem Zaleskiej. W relacji prasowej z marca 1938 napisano o „małżonce Marszałka”. W II RP była określana jako „Kleopatra tamtych stron”, a płk Roman Knoll nazwał ją „powiatową Kleopatrą”.
Do Warszawy przeniosła się prawdopodobnie dopiero z wycofującym się na zachód wojskiem polskim. W 1921 była już w stolicy i na osobisty wniosek Śmigłego-Rydza otrzymała Krzyż Walecznych „za zasługi dla ojczyzny”. Pod koniec lat 20. pracowała w jednej z instytucji związanych z wywiadem wojskowym.
Przez jakiś czas mieszkali w Wilnie (Śmigły był tam inspektorem armii), a następnie m.in. przy ul. Klonowej w Warszawie – w willi położonej w pobliżu Belwederu. W 1938 Marta Zaleska przeniosła się na stałe do Francji, gdzie zamieszkała przy Boulevard des Moulins w Monte Carlo, w domu zakupionym na jej nazwisko z funduszy Oddziału II Sztabu Generalnego.
Tuż przed wybuchem II wojny światowej przyjechała do Warszawy, by zatroszczyć się o dobytek domowy. W nocy z 14 na 15 września 1939 dwa samochody ciężarowe z meblami i sprzętem domowym marszałka przekroczyły granicę polsko-rumuńską w Zaleszczykach. Wśród wywożonych sprzętów było też sporo będących własnością państwową, m.in. szabla koronacyjna Augusta II Mocnego. W towarzyszących transportowi samochodach osobowych znalazła się nie tylko Marta Zaleska, ale i jej rodzice, siostra Regina, dwie pokojówki, dwie kucharki, lokaj oraz żandarmi z ochrony rodziny marszałka.
27 września 1939 Marta Zaleska udała się w podróż z Bukaresztu do południowej Francji. W grudniu 1940 pojawiła się na Węgrzech, gdzie po raz ostatni spotkała się z Rydzem-Śmigłym. W 1950 za 750 tys. franków sprzedała szablę koronacyjną Augusta II, a nabywcą został Stefan Czarnecki, Polak mieszkający w Paryżu, który dorobił się na handlu bronią. Pozostawała w stałym kontakcie z Anną i Janem Romanowskimi, czyli córką i zięciem gen. Władysława Andersa.
Ostatni raz widziano ją żywą 2 lipca 1951 w towarzystwie Jana Romanowskiego. Worek z jej ciałem został znaleziony 2 tygodnie później przez kilkunastoletniego chłopca, 40 km od Nicei, zaś z jej mieszkania zginęło wiele rzeczy, w tym pamiętnik i listy marszałka Rydza-Śmigłego. Ciało zidentyfikowano bez szczegółowych badań. Śledztwo umorzono ze względu na niewykrycie sprawcy. Jedną z hipotez jest sfingowanie śmierci przez samą Martę Thomas. Według J. Sosnkowskiej „skończyła tragicznie zamieszana w sprawę narkotyków”.